# Inondations de 2022 au KwaZulu-Natal
Les inondations de 2022 au KwaZulu-Natal sont le résultat de fortes pluies du 8 au 13 avril 2022 dans le sud-est de l'Afrique du Sud. Ces inondations meurtrières ont persisté après la fin des pluies. Les zones de Durban et de ses environs ont été particulièrement touchées. Au moins 450 personnes auraient été tuées et plusieurs milliers de maisons ont été endommagées ou détruites. Les infrastructures essentielles, notamment les routes principales, les transports, les communications et les systèmes électriques, ont également été touchées par les inondations, et ces dommages ont considérablement entravé les efforts de relèvement et de secours. Près de 450 morts sont dénombrés et les dégâts s’élèvent à plus de 10 milliards de rands (656 millions $US).

## Évolution météorologique

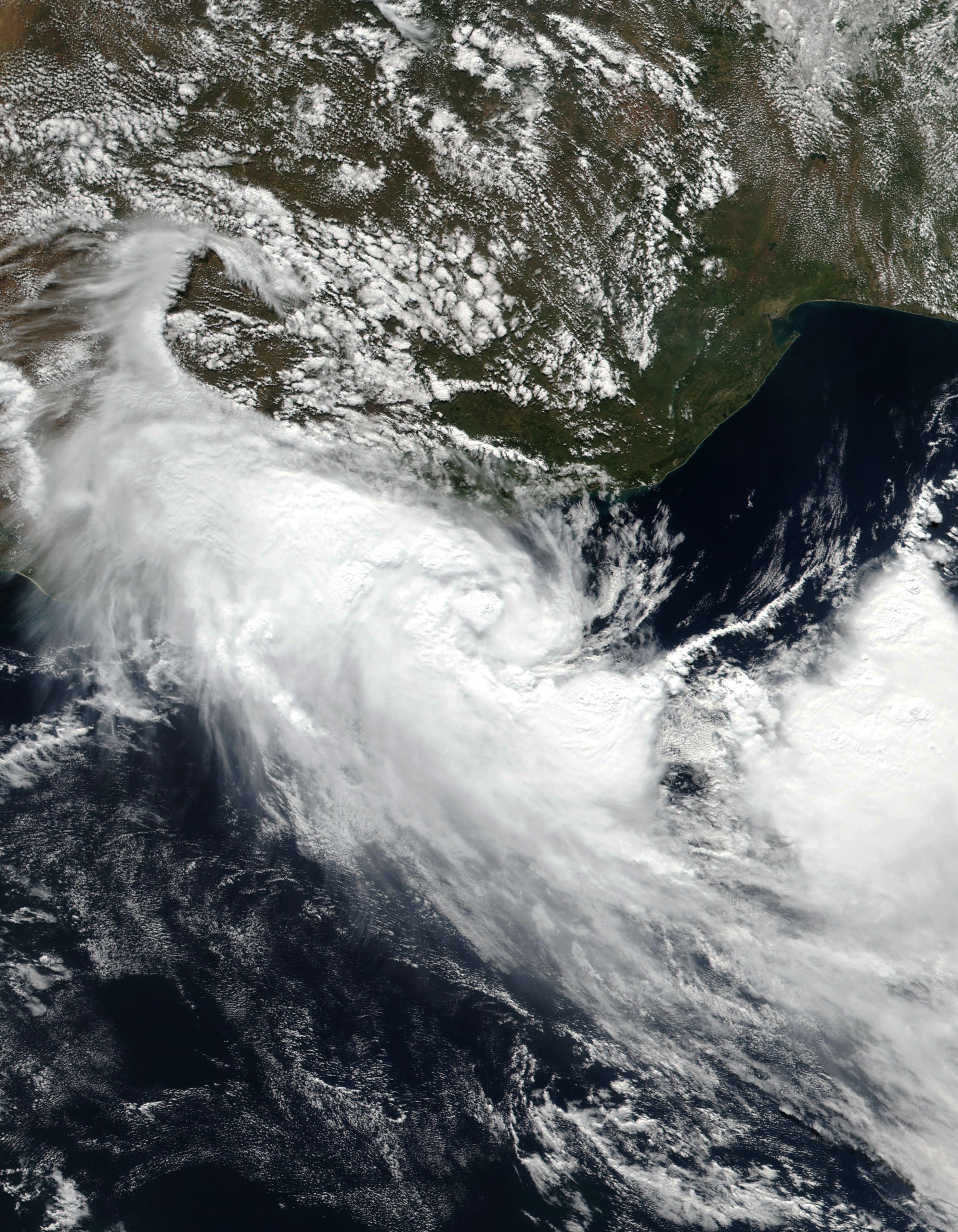
Image satellite le 12 avril.

En raison des effets de La Niña, l'Afrique du Sud a connu des précipitations supérieures à la moyenne en 2022. En janvier, de nombreuses régions ont connu les accumulations les plus importantes depuis le début des annales fiables en 1921. L'Afrique australe dans son ensemble a connu de multiples cyclones tropicaux dévastateurs et inondations durant la saison 2021-22.

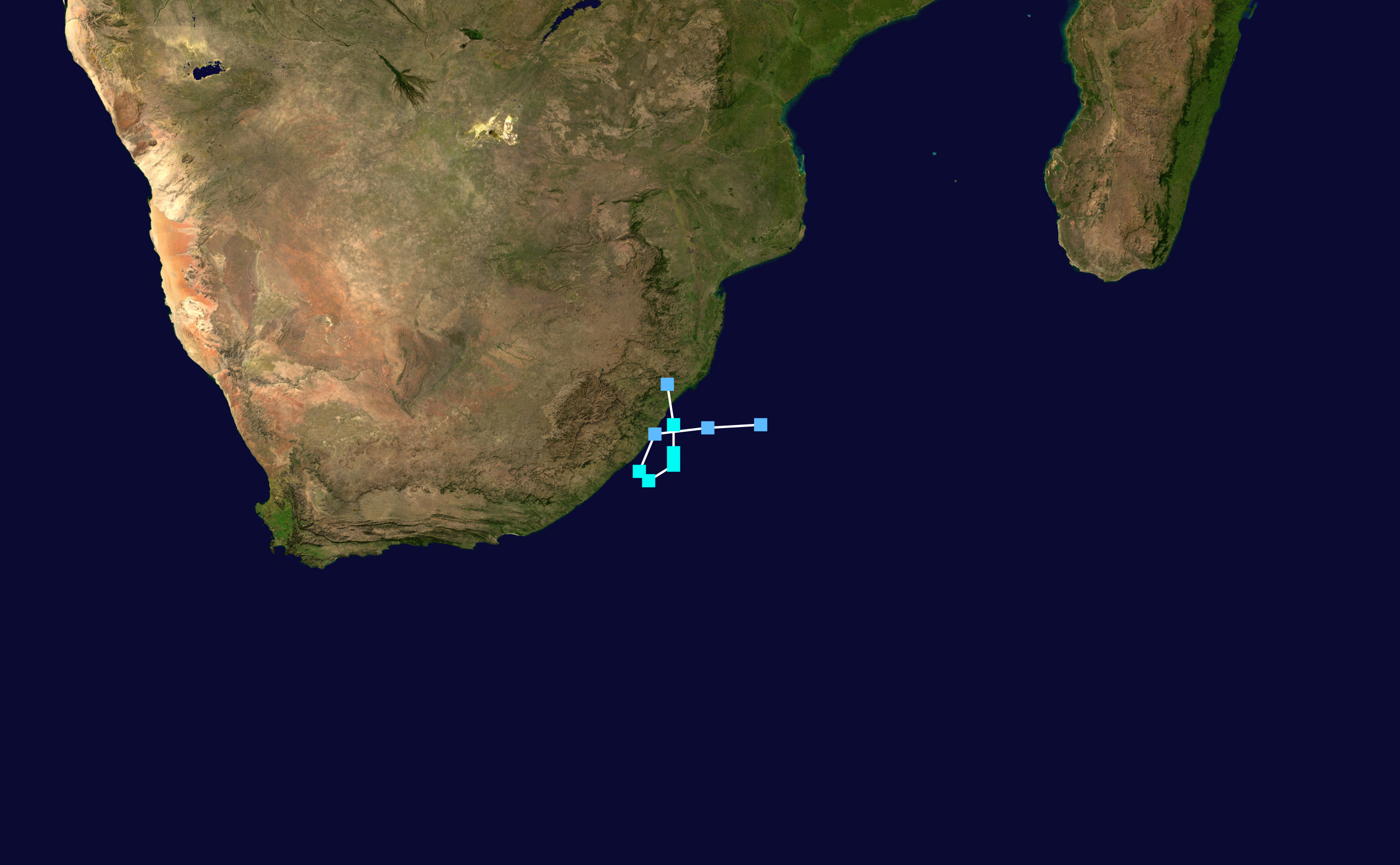
Trajectoire d’Issa.

Les fortes pluies ont véritablement commencé vers le 8 avril. Le 11 avril, une zone de basse pression s'est développée près de la côte sud-est de l'Afrique du Sud à partir de l'instabilité causée par un creux barométrique d'altitude et d'air chaud près de la surface déjà présents depuis le 8 avril. Le service météorologique d'Afrique du Sud a alors émis un avertissement pour le KwaZulu-Natal qui a ensuite été rehaussé lorsque l'ampleur des précipitations a été mieux comprise.
Avec des températures océaniques chaudes et un faible cisaillement du vent, cette dépression coupée a développé des orages intenses qui se sont enroulés autour d'une circulation serrée et ont fait tomber de fortes pluies dans l'est de l'Afrique du Sud. Le 12 avril, le Centre météorologique régional spécialisé cyclones de La Réunion (CMRS) a désigné le système comme la dépression subtropicale Issa. Cette dernière s'est déplacée ensuite lentement le long de la côte en faiblissant et le CMRS a émis son dernier bulletin à 12 h UTC le 13 avril, précisant que la dépression résiduelle s'éloignerait vers le sud-est au cours des jours suivants.
Même après être devenue subtropicale, Issa a continué à donner plus de 100 mm en 6 heures et des rafales jusqu'à 80 km/h sur la frange littorale des provinces du Cap-Oriental et du KwaZulu-Natal. Certaines régions ont vu des mois de pluie tomber en une seule journée. Les précipitations les plus intenses sont tombées dans les municipalités d'eThekwini, d'ILembe et d'Ugu. Au cours de la période du 8 au 12 avril, les zones côtières enregistrèrent plus de 200 mm de pluie et en 24 heures, du 11 au 12, l’aéroport de Virginia de Durban a enregistré 304 mm. Selon des reportages, il s'agissait du déluge d'une seule journée le plus violent de la province en 60 ans.

## Conséquences
Ces pluies ont provoqué des inondations et des glissements de terrain en Afrique du Sud, tuant près de 450 personnes dans la province de KwaZulu-Natal (la plupart à Durban) et causant pour des centaines de millions en dégâts en plus de faire près de 41 000 sinistrés,. Les stations de distributions d'électricité et d'eau ont été inondées, les communications ont été perturbées alors que plus de 900 tours de téléphonie cellulaire étaient en panne, les glissements de terrain ont piégé les gens sous les bâtiments, certaines parties de l'autoroute N3 qui relie Durban à la province de Gauteng ont été bloquées. Les routes ont été transformées en rivières et la compagnie ferroviaire publique Passenger Rail Agency of South Africa (PRASA) a annoncé la suspension de ses services dans la région, en raison de glissements de terrain et de gravats sur les voies.
Transnet a suspendu les opérations portuaires à Durban à cause des intempéries et les fortes pluies ont endommagé les routes menant au port ce qui a suspendu les entrées/sorties. Certains pillages de conteneurs maritimes endommagés ont été signalés. Au port de Richards Bay, les terminaux fonctionnaient mais de façon limitée. L'entreprise papetière Sappi a fermé trois usines à Saiccor, Tugela et Stanger, ne laissant que deux autres en activité. Un centre de distribution de Pepkor à Durban a été fermé en raison des inondations, laissant deux autres à Johannesburg et au Cap pour aider la chaîne d'approvisionnement.
En raison des fortes pluies, les communautés en aval de deux barrages à KZN ont été averties le 19 avril d'une possible inondation car les barrages avaient atteint plus de 80 % de leur capacité. Les vannes furent ainsi ouvertes aux barrages de Ntshingwayo et de Pongolapoort pour réduire ce risque. Un autre barrage hydroélectrique exploité par Eskom a été submergé par la montée des eaux, le rendant inutilisable. Le PDG de la société a annoncé le 12 avril que des pannes de courant se produiraient alors que leurs installations étaient envahies par des débris excessifs sur les grilles protégeant les turbines et que la vidange du barrage supérieur pouvait entraîner des inondations.
Umgeni Water, le fournisseur d'eau de Durban et de la province, a aussi annoncé que deux conduites d'alimentation étaient rompues. Des camions-citernes étaient utilisés pour approvisionner les zones sans approvisionnement en eau.

## Aide aux sinistrés
Le 12 avril, après une réunion d'urgence tardive du conseil exécutif provincial du KwaZulu-Natal, le premier ministre Sihle Zikalala a demandé à une déclaration d'urgence par l'État afin que sa province puisse accéder à un financement d'urgence. Le président sud-africain Cyril Ramaphosa, participant à un sommet de trois jours de la Communauté de développement de l'Afrique australe (SADC) à Maputo, a écourté son voyage et est retourné au KwaZulu Natal le 13 avril. Il a rendu visite aux familles et aux résidents locaux touchés par la tempête et s'est rendu voir les dégâts des inondations à Lindelani, Ntuzuma, eMaoti et uMzinyathi.
Le 13 avril, un état de catastrophe provincial a été déclaré au KwaZulu-Natal par le Centre national de gestion des catastrophes, faisant spécifiquement référence aux pertes de vies humaines et aux dommages aux biens, aux infrastructures et à l'environnement comme motifs de la déclaration. Les premières évaluations des dommages aux routes provinciales du KwaZulu-Natal d'une valeur de 5,7 milliards de rands ont été annoncées par le ministre des Transports Fikile Mbalula le 15 avril. Le ministre des Établissements humains d'Afrique du Sud, Mmamoloko Kubayi-Ngubane, a aussi annoncé que plus de 3 927 maisons étaient détruites et 8 097 autres fortement endommagées. Un milliard de rands serait utilisé pour réparer des bâtiments et construire des abris temporaires.
Les dommages aux infrastructures ont entravé les efforts de secours et un soutien aérien a été demandé aux Forces de défense d’Afrique du Sud.